# Ion Television
ION Television (antiguamente conocida como PAX y luego como i) es una cadena de televisión estadounidense que comenzó sus transmisiones el 31 de agosto de 1998. La cadena es propiedad de la E. W. Scripps Company a través de la empresa matriz de la red Katz Broadcasting (antiguamente conocida como Ion Media). Según datos de 2006, la cadena es vista en aproximadamente 91 millones de hogares en EE. UU., "o el 83% de los hogares estadounidenses a través de su emisión vía aire, satélite y cable." ION posee 94 emisoras afiliadas operadas por la empresa a lo largo de los Estados Unidos.
La cadena cambió su nombre de PAX TV a i: Independent Television el 1 de julio de 2005, y luego a ION Television el 29 de enero de 2007.

## Otros canales operados por ION Media Networks
- Qubo - Señal infantil que transmite en un subcanal digital en las afiliadas operadas por ION Media Networks.
- ION Plus - Anteriormente conocido como ION Life, Cadena digital de la misma empresa, que se transmite en un canal subdigital en las afiliadas operadas por ION Media Networks.
- Ion Shop - Subcanal que principalmente aires informerciales; hasta junio de 2013, Ion Shop también emitió bloques de programación de Ion Life en algunos horarios matutinos y nocturnos.